# Linka M2 (metro ve Varšavě)
M2 je jedna ze dvou linek metra v polské Varšavě.

## Historie
V roce 2006 bylo ustanoveno, kudy linka metra povede a o rok později bylo vyhlášeno výběrové řízení na výstavbu metra. V roce 2008 byly plány zrušeny kvůli vysokým finančním nákladům. V následujícím roce proběhlo druhé výběrové řízení, které vyhrála společnost AGP Metro Polska. Ta dokončila 30. září 2014 centrální část a 8. března 2015 byl otevřen první úsek metra, který má 7 stanic a měří 6,1 km. V roce 2014 proběhlo další výběrové řízení na projekt rozšíření "3+3", tedy prodloužení linky M2 o tři stanice v obou směrech. Úsek Dworzec Wileński – Trocka byl otevřen 15. září 2019. Další prodloužení bylo otevřeno dne 4. dubna 2020 v úseku Rondo Daszyńskiego – Księcia Janusza. Počítá se však i s dalším prodlužováním linky, kdy jednou z variant je vznik linky M3 s přestupní stanicí Stadion Narodowy.

## Technické údaje
- Délka trasy: 18 km
- Počet stanic: 15
- Hloubka stanic: od 13 do 23 m
- Rozchod kolejí: 1435 mm
- Maximální stoupání: 3,814%, mezi stanicemi Nowy Świat-Uniwersytet – Centrum Nauki Kopernik
- Intervaly mezi vlaky; přepravní špička: min. 3 minunty; sedlo: 4 - 5 minut; ostatní období: 8 - 10 minut
- Čas přejezdu trati: 23 minut Bemowo - Trocka; 28 minut Trocka - Księcia Janusza[1]

## Počet cestujících se seznamem stanic
| C6     | Księcia Janusza        |         |         |         |         |         |        |        |         |
| C7     | Młynów                 |         |         |         |         |         |        |        |         |
| C8     | Płocka                 |         |         |         |         |         |        |        |         |
| C9     | Rondo Daszyńskiego     | 18 059  | 17 268  | 16 292  | 16 360  | 15 189  | 7 479  | 7 484  | 14 980  |
| C10    | Rondo ONZ              | 13 256  | 11 826  | 11 334  | 11 555  | 11 350  | 5 846  | 4 379  | 10 340  |
| C11    | Świętokrzyska          | 24 150  | 32 897  | 29 151  | 27 467  | 25 826  | 19 308 | 15 161 | 22 580  |
| C12    | Nowy Świat-Uniwersytet | 14 672  | 15 935  | 14 611  | 15 128  | 14 413  | 8 711  | 7 824  | 13 023  |
| C13    | Centrum Nauki Kopernik | 7 826   | 8 209   | 6 558   | 6 321   | 5 787   | 5 859  | 5 409  | 15 394  |
| C14    | Stadion Narodowy       | 12 222  | 12 781  | 11 174  | 11 034  | 10 222  | 6 977  | 6 664  | 9 970   |
| C15    | Dworzec Wileński       | 30 061  | 31 628  | 30 083  | 29 676  | 28 272  | 17 001 | 15 176 | 27 182  |
| C16    | Szwedzka               |         |         |         |         |         |        |        |         |
| C17    | Targówek Mieszkaniowy  |         |         |         |         |         |        |        |         |
| C18    | Trocka                 |         |         |         |         |         |        |        |         |
| Celkem | Celkem                 | 120 246 | 130 544 | 119 203 | 117 541 | 111 059 | 71 181 | 62 097 | 113 469 |

## Délka mezi stanicemi
| úsek                                  | linka | délka (km) | datum otevření |
| ------------------------------------- | ----- | ---------- | -------------- |
| Rondo Daszyńskiego – Dworzec Wileński | M2    | 6.3        | 8. března 2015 |
| Dworzec Wileński – Trocka             | M2    | 3.1        | 15. září 2019  |
| Rondo Daszyńskiego – Księcia Janusza  | M2    | 3.4        | 4. dubna 2020  |
| Celkem: 10 stanic                     |       | 12.8 km    |                |

## Vozový park
Na lince M2 jsou všechny spoje zajišťovány soupravami Siemens Inspiro. V roce 2022 byly k testování dodány nové vlaky Škoda Varsovia určené pro obě linky M2 i M1.

## Galerie

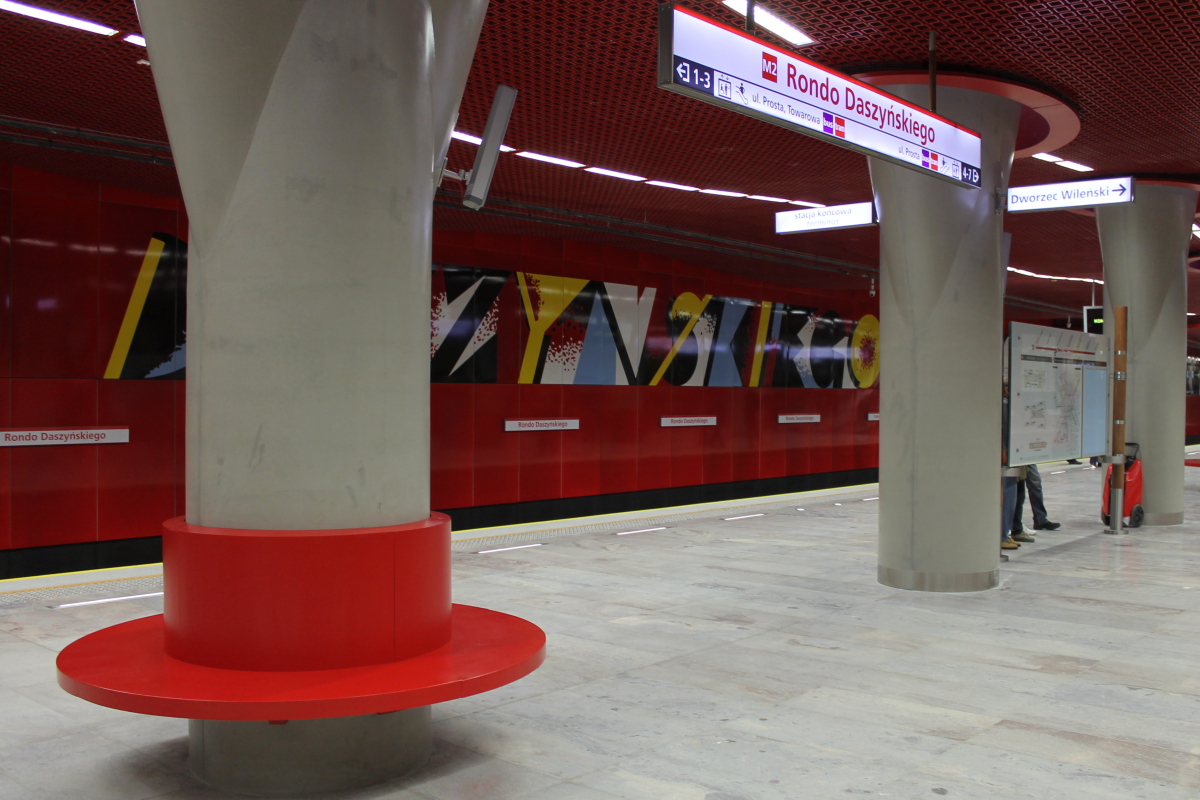
Rondo Daszyńskiego
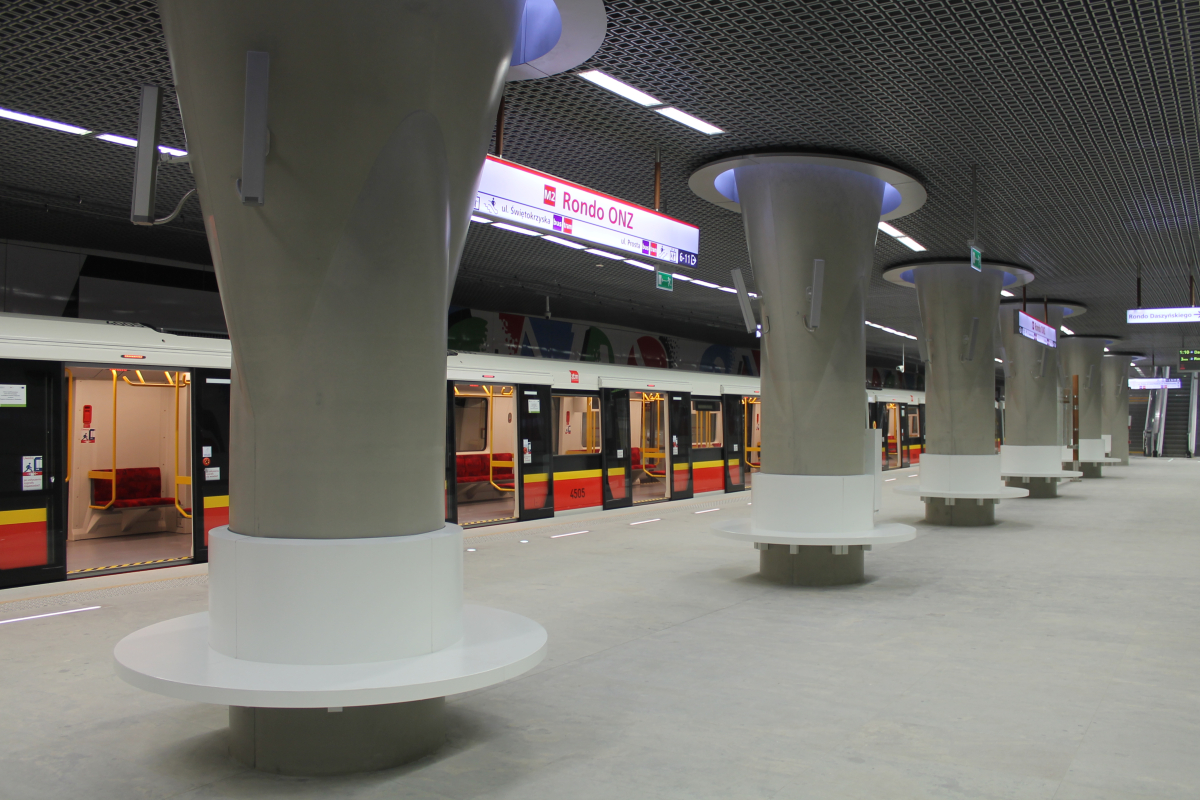
Rondo ONZ
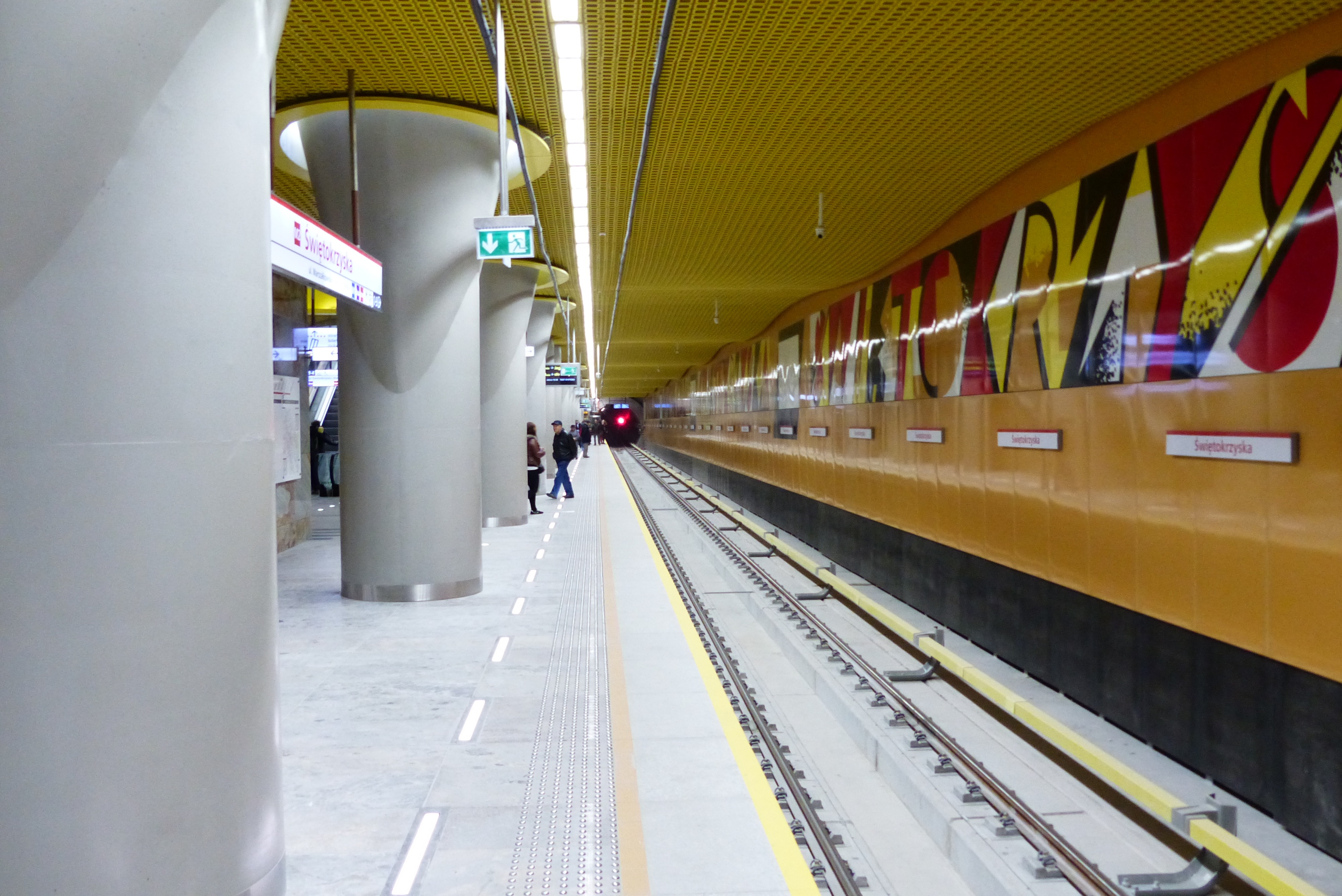
Świętokrzyska
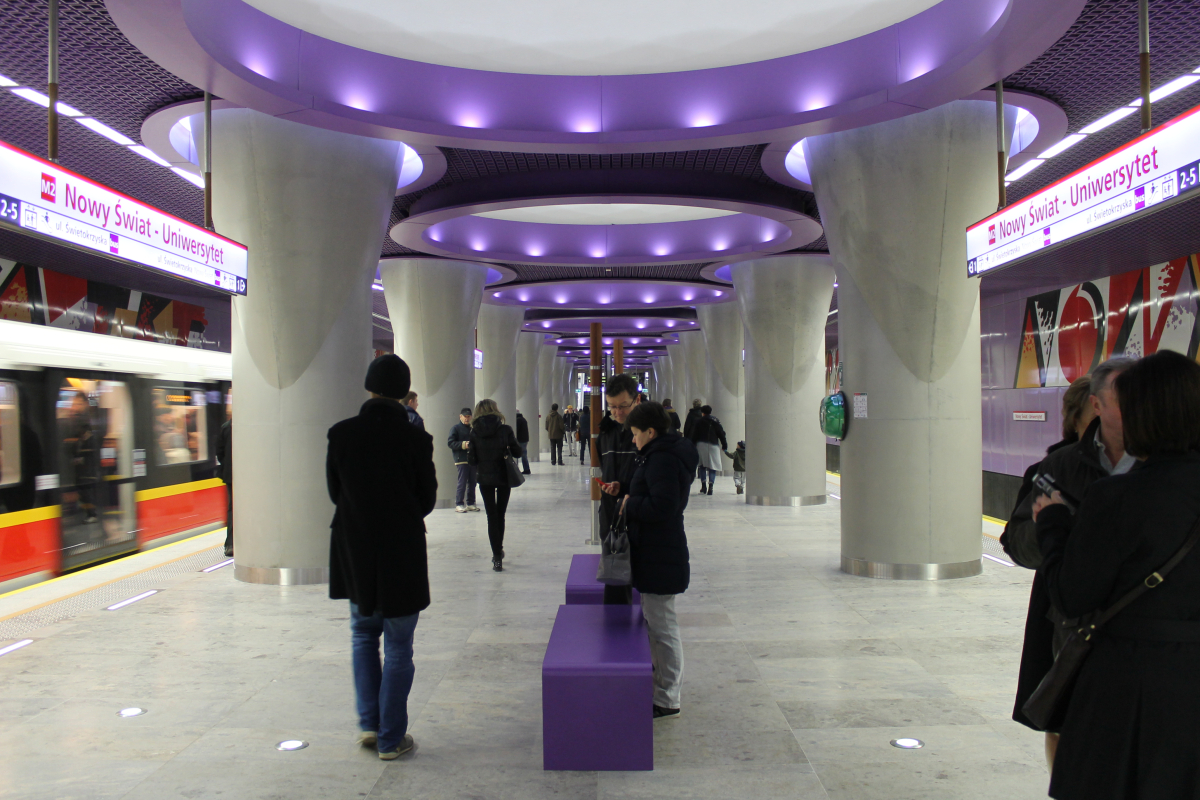
Nowy Świat-Uniwersytet
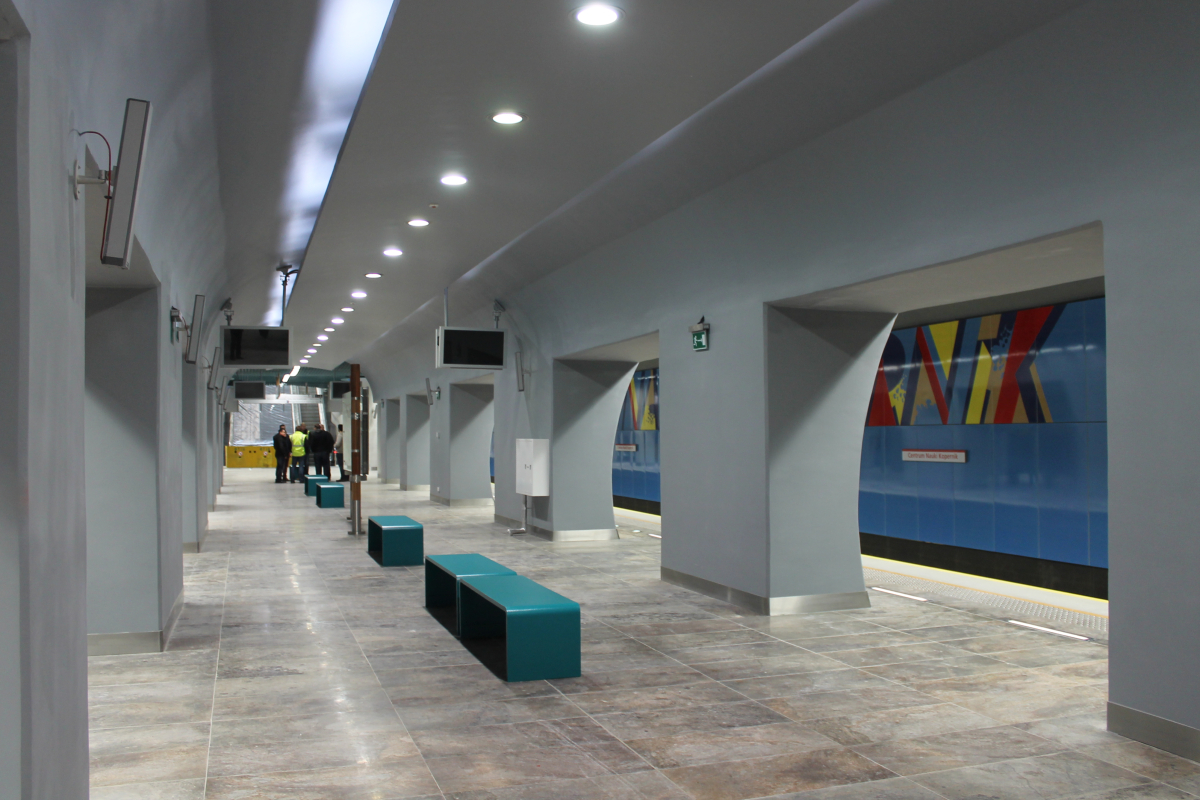
Centrum Nauki Kopernik
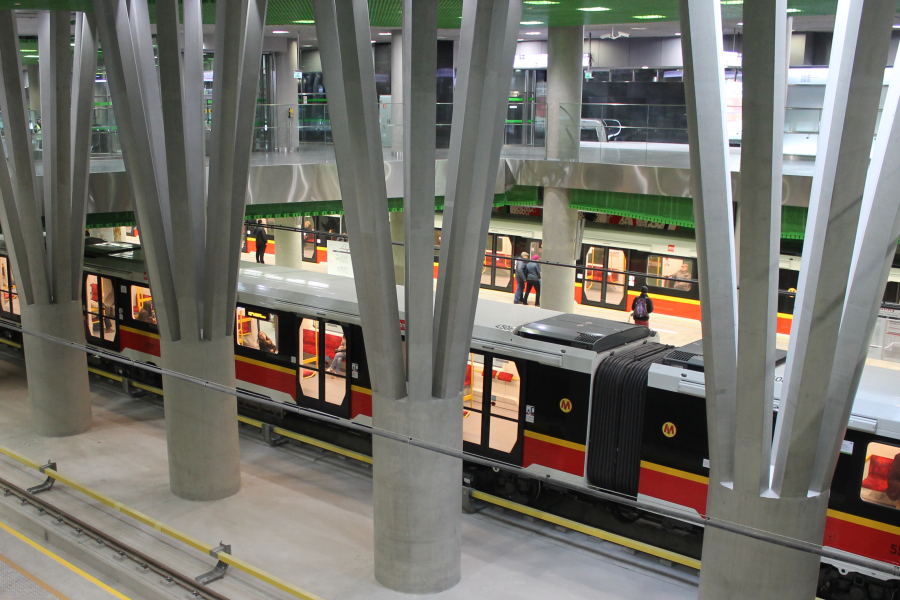
Stadion Narodowy
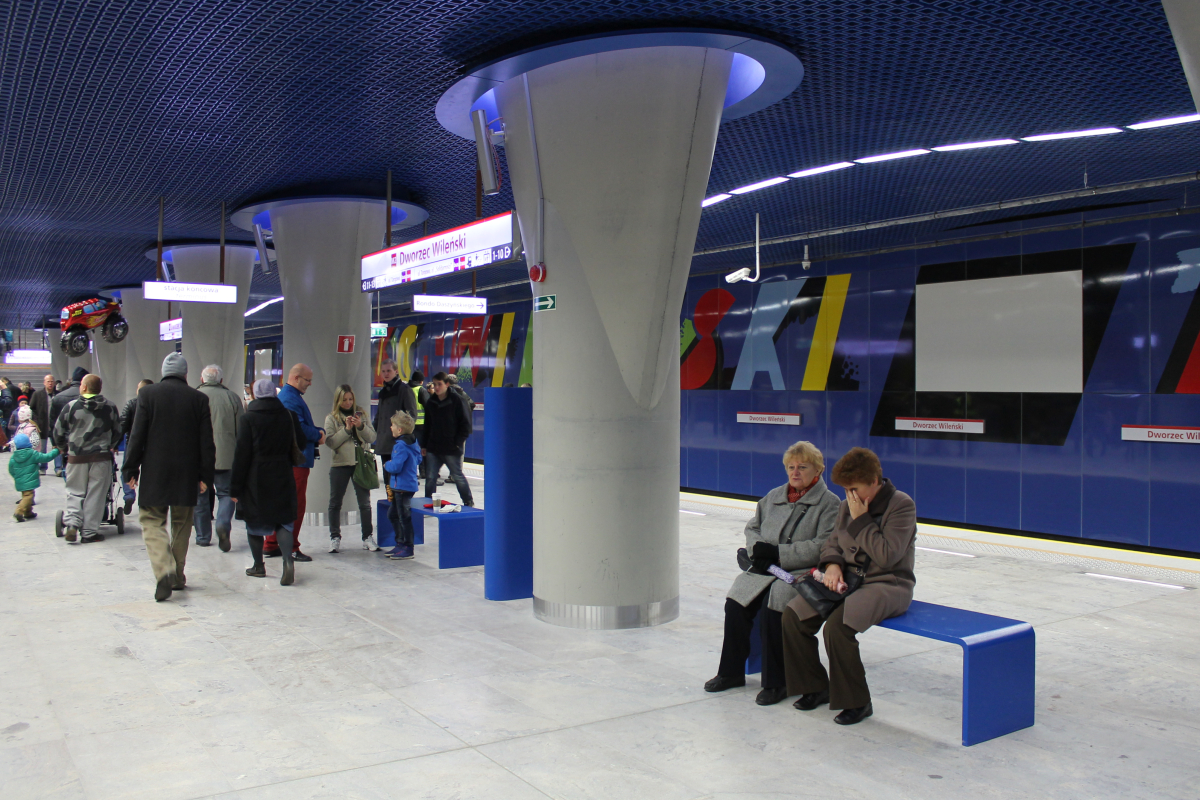
Dworzec Wileński
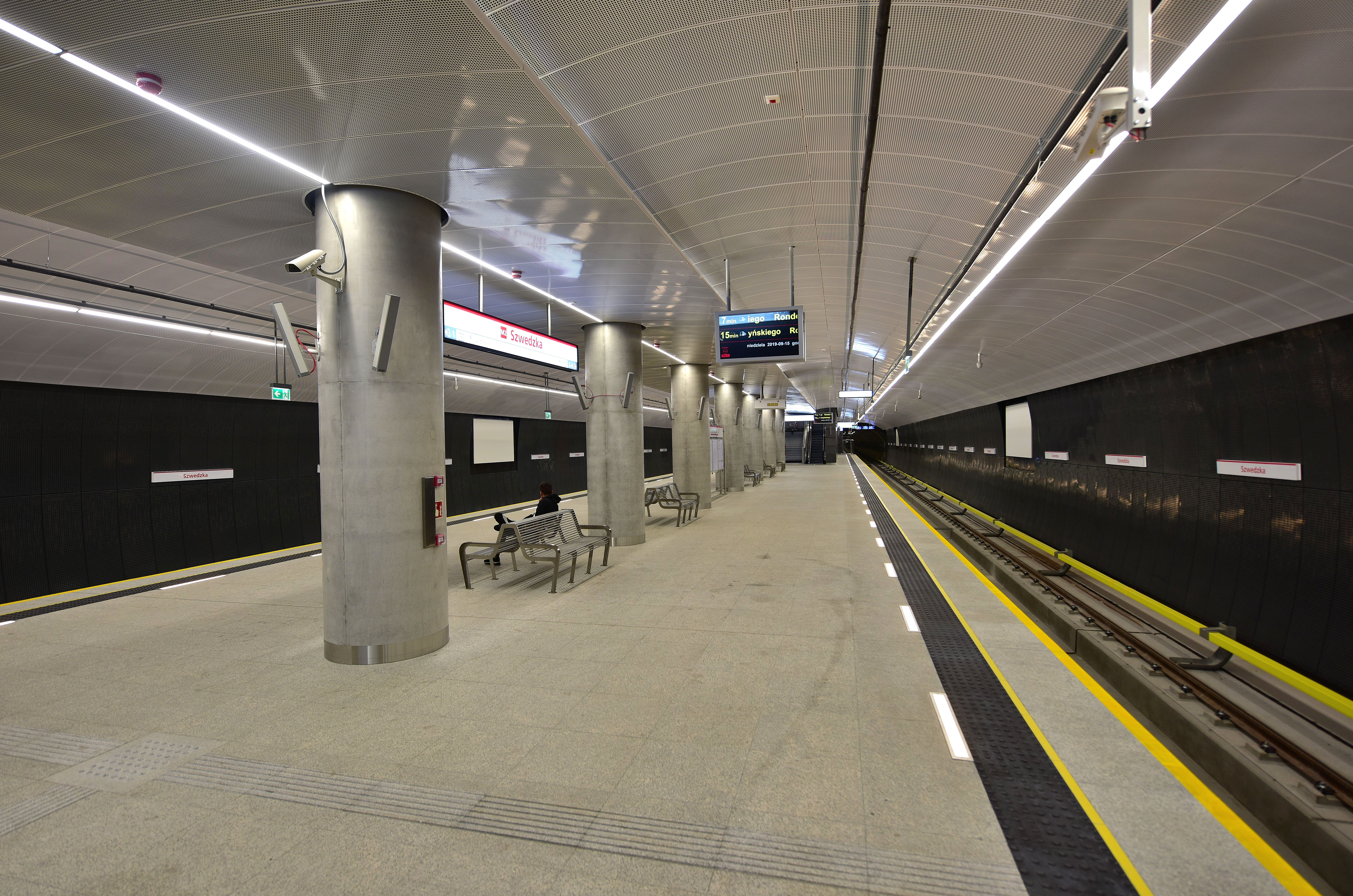
Szwedzka
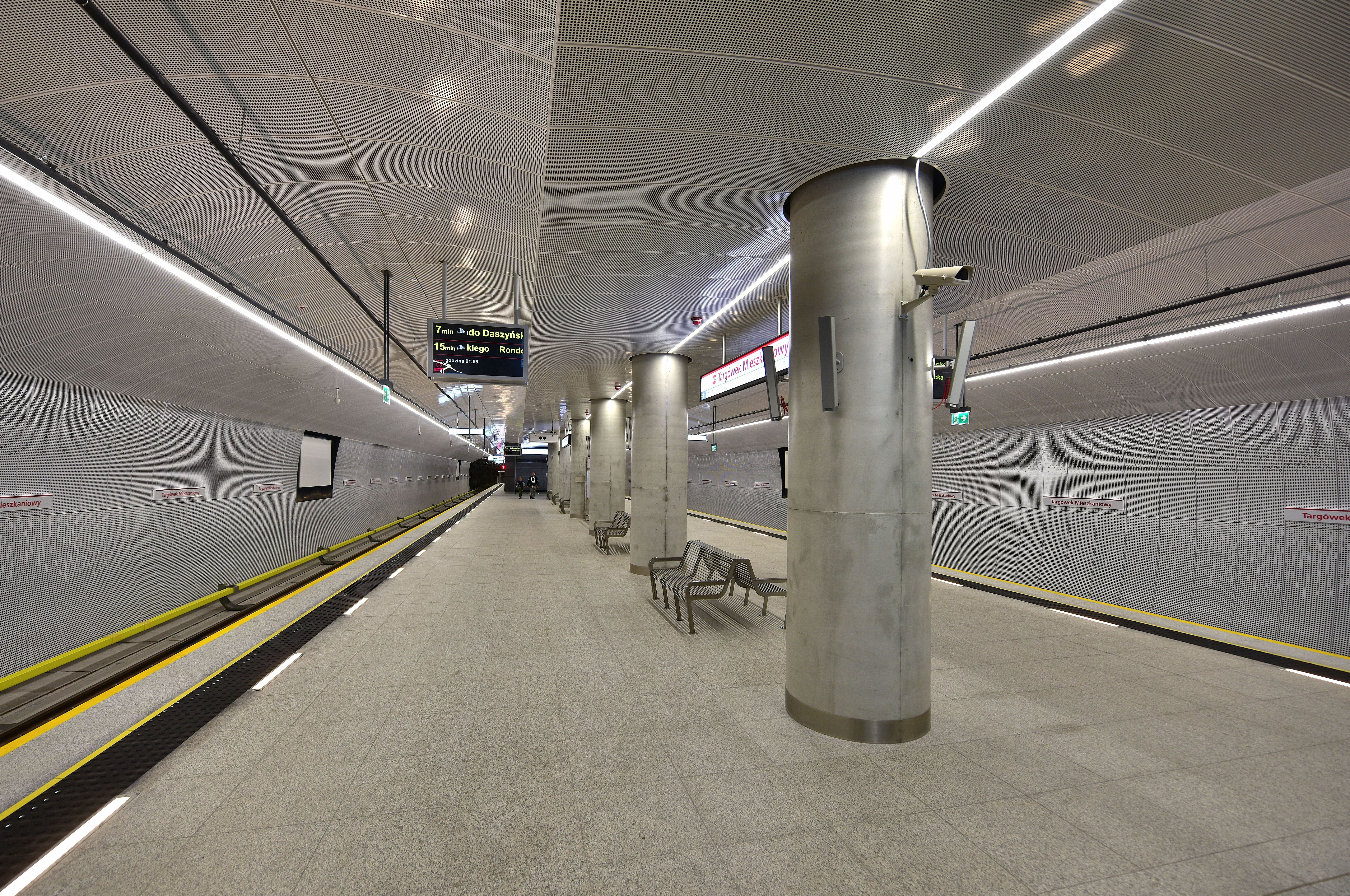
Targówek Mieszkaniowy
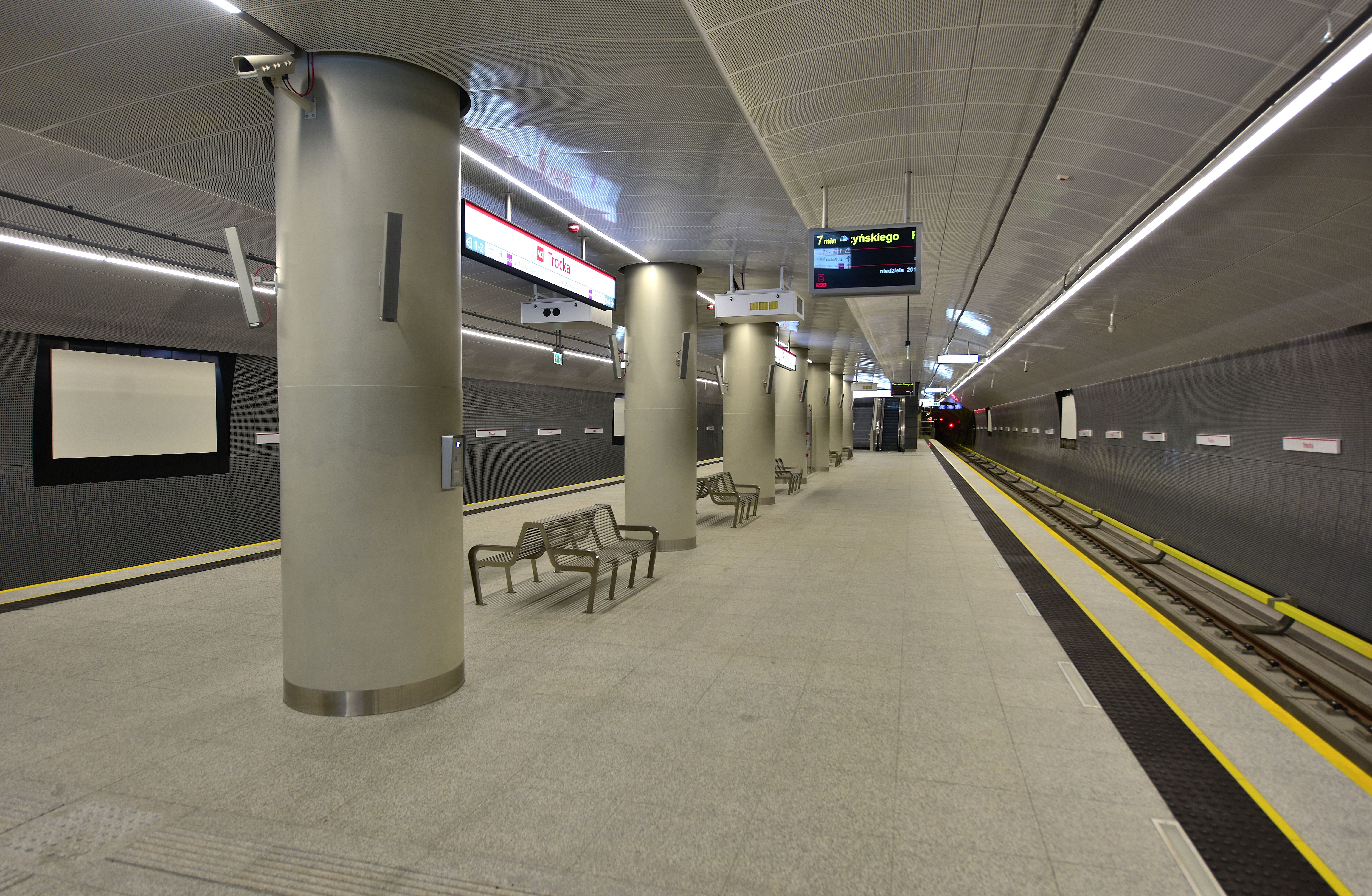
Trocka